# Fixin
Fixin é uma comuna francesa na região administrativa da Borgonha-Franco-Condado, no departamento de Côte-d'Or. Estende-se por uma área de 10,07 km². Em 2010 a comuna tinha 771 habitantes (densidade: 76,6 hab./km²).